# كأس البوسنة والهرسك 2003–04
كأس البوسنة والهرسك 2003–04 هو موسم من كأس البوسنة والهرسك. أقيم خلال الفترة 17 سبتمبر 2003 وحتى 26 مايو 2004، وأشرف على تنظيمه اتحاد البوسنة والهرسك لكرة القدم، وكان عدد الأندية المشاركة فيه 32، وفاز فيه FK Alfa Modriča ‏.